# Баграт III (царь Имеретии)
Баграт III (груз. ბაგრატ III) (1495 — 1565) — царь Имеретии с 1510 года, из династии Багратионов, старший сын царя Александра II и Тамары.

## Правление
Баграт III унаследовал престол в Имеретии после смерти отца Александра II в апреле 1510 года.
С самого начала своего правления Баграту пришлось столкнуться с восстанием своего младшего брата Вахтанга. В 1512 году Вахтанг укрылся в Картли, где он был осажден и побежден своим братом.
В первые годы своего правления Баграт вмешался во внутренние дела соседнего царства Картли, где помог утвердиться Луарсабу I, за которого он впоследствии выдал замуж свою дочь Тамар. В обмен за поддержку Баграт получил западную часть Картли, в которую входили Али, Сурами, Ахалдабу.
Одной из главных проблем во время правления Баграта стали нападения турок-османов, с которыми впервые столкнулся ещё его отец. Османская империя граничила с территорией Имеретии с юго-запада и стремилась расширить свою территорию за счёт грузинских царств. Для борьбы против османов Баграт привлёк на свою сторону князей Мамиа Дадиани и Мамиа Гуриели, которых он уговорил напасть на территорию племени джиков, подчинявшихся османам. Однако поход, несмотря на первоначальные успехи, в итоге окончился неудачно, причём Мамиа Дадиани погиб, а Мамиа Гуриели был взят в плен османами.
В дальнейшем Баграт постарался захватить Самцхе, через которое османы проникали в Имеретию. В 1535 году Баграт предпринял поход в княжество и после победы в битве при Мурджахети пленил атабега Кваркваре IV Джакели, и смог присоединить княжество Самцхе-Саатабаго. Аджарию и Чанети Баграт отдал князю Гуриели, чем перетянул его на свою сторону. Однако присоединение Самцхе к Имеретии вызвало недовольство как местных князей, так и князя Дадиани, который счёл себя обойдённым. Недовольные обратились за помощью к османскому султану Сулейману I, но тот не имел сразу возможности вмешаться.
Поскольку Баграт понимал, что дальнейшее столкновение с османами неизбежно, он в 1541 году заключил союз с персидским шахом Тахмаспом I, который воевал против Османской империи.
В 1543 году турки-османы предприняли поход в Имерети, однако их 20-тысячная армия была разбита объединённым войском Баграта и князя Гуриели.
Новый поход османов состоялся в 1545 году. Баграт призвал на помощь своего зятя, царя Картли Луарсаба I, но их армия была разбита около Басиани. Однако османы дальше не пошли.
Небольшую передышку Баграт попытался использовать для того, чтобы подчинить непокорного мегрельского князя Левана Дадиани, который отказался помогать ему против османов. Однако эти попытки окончились неудачей, и княжество Одиши фактически вышло из состава Имеретинского царства. Вскоре стало независимым и Гурийское княжество.
В 1555 году Османская империя и Персия заключили между собой Амасийский мир, по которому были поделены зоны влияния в Грузии, при этом Западная Грузия, включая Имеретию и Картли, попали в зону влияния османов. Чтобы противостоять этому, Баграт начал предпринимать дипломатические усилия, чтобы сорвать раздел Грузии. Для этого он стал претендовать на Сурами, надеясь поссорить персов и османов.
Ко времени правления Баграта III относится учреждение Рачинского эриставства. Кроме того, католикос Абхазии, в ведении которого находилась Западная Грузия, перенёс свою резиденцию из Бичвинты в Гелати.
Баграт III умер в 1565 году, ему наследовал старший сын Георгий II.

## Брак и дети
Жена: Елена (умерла после 1565). Дети:
- Георгий II (умер в 1585), царь Имеретии с 1565;
- Теймураз;
- Вахтанг;
- Константин (умер в 1587);
- Тамар (умерла в 1556), жена Луарсаба I, царя Картли;
- дочь, жена Рамаза Давитишвили, князя Садавитишвило (боковая ветвь кахетинских Багратионов, князья Багратион-Давитишвили).